# Fórum pro demokracii
Fórum pro demokracii (nizozemsky Forum voor Democratie, zkr. FvD) je nizozemská konzervativní euroskeptická politická strana.
Fórum vzniklo roku 2015 jako think tank a následujícího roku se přetvořilo v politickou stranu. V průběhu roku 2017 stoupl počet členů strany z 1 863 na 22 884.
V čele Fóra pro demokracii stojí od jeho založení Thierry Baudet.

## Program
Strana se staví proti přistěhovalectví, je proti euru a domnívá se, že Nizozemsko by mělo opustit Evropskou unii.

### Programové priority
- Zjednodušení daňového systému a zrušení některých daní, například daně z dědictví
- Změny v základním a středním vzdělávání, zavedení systému založeného na hodnocení učitelů
- Rozšíření ozbrojených sil a vojenských rezerv, zrušení rozpočtových škrtů v obraně
- Privatizaci nizozemské veřejnoprávní vysílací organizace NPO (obdoba České televize a Českého rozhlasu)
- Zavedení systému demokracie podle závazných referend
- Zavedení přímé volby starostů a předsedů vlády
- Vláda složená z apolitických odborníků a špičkových státních zaměstnanců
- Vystoupení Nizozemska z Evropské unie
- Zavedení zákona o ochraně nizozemské kultury a hodnot
- Obnovení příhraničních kontrol, které zamezí "hromadnému přistěhovatelství"
- Zákaz zahalování tváře podle islámského způsobu

## Historie

### Volby do Evropského parlamentu v Nizozemsku 2019
Strana se zúčastnila voleb do Evropského parlamentu v roce 2019. Získala 10,96% a tři mandáty (Derk Jan Eppink, Rob Roos, Rob Rooken).